# Jakob Chimarrhäus z Roermundu
Jakob Chimarrhäus z Roermundu (mezi r. 1540–1550 Roermond, provincie Limburg – 24. srpna 1614) byl 48. probošt litoměřické kapituly v letech 1599–1614.

## Nástupce Františka Dietrichsteina
Kardinála a probošta litoměřického Františka Dietrichsteina musel ve funkci vystřídat nově jmenovaný probošt. Roku 1599 císař rozhodl, že novým proboštem bude Jakob Chimarrhäus. Byl to Holanďan, narodil se patrně v letech 1540–1550 v Roermundu (dnes Roermond) v provincii Limburg, kde bylo roku 1559 založeno nové biskupství patřící pod arcibiskupství v Utrechtu. Mladý Jakob vystudoval teologii a byl i vysvěcen. Kolem roku 1572 se stal dvorním kaplanem císařů Maxmiliána II. a Rudolfa II. v Praze. Protektorem Jakoba byl hrabě Sixt Trautson, který ho pravděpodobně přivedl do Prahy k císaři.
Vedle duchovního povolání se Chimarrhäus, který byl výborným hudebníkem, věnoval horlivě hudbě – byl dobrým skladatelem a výborným zpěvákem. Tyto schopnosti, kterými si získal císařův obdiv, ho přivedly do proslulé renesanční kapely Rudolfa II., v níž byl basistou i vedoucím (Caesaris musicam basista insignisrexit phonascorum princeps – učitel zpěvu). Ačkoliv se značně věnoval hudbě, nezanedbával své duchovní povinnosti. V roce 1580 založil v Praze Bratrstvo Božího Těla, do něhož patřili nejprve členové císařské kapely a později se členy stávali i hudbymilovní šlechtici. Chimarrhäus napsal stanovy spolku. K titulu dvorního kaplana jej císař jmenoval i předním almužníkem, dvorním falckrabětem, rytířem militiae aureatae, byl povýšen do šlechtického stavu a obdržel zvláštní znak a také právo udělovat vavřínový věnec (poeta laureatus), které se udělovalo za významné zásluhy. Chimarrhäus napsal i Sacrum Gazophilacium, knihu s kalendáriem.
I v církevní oblasti byl Chimarrhäus vysoce ceněn. Byl jmenován vyšehradským kanovníkem, kanovníkem kolegiátní kapituly sv. Gereona v Kolíně nad Rýnem, proboštem kolegiátní kapituly ve slezské Ratiboři. Obdržel i kanonikát katedrální kapituly v Olomouci a dómské kapituly v Budyšíně. Na vrcholu své kariéry byl jmenován roku 1599 litoměřickým proboštem.
Bývalý probošt Dietrichstein po svém zvolení kardinálem ještě ani nerezignoval na funkci probošta litoměřického, a již se hlásili duchovní na jeho místo. Císař na tuto situaci reagoval 13. ledna 1599, když vyhlásil tzv. exspektation na uvolnění litoměřického proboštství a z jeho rozhodnutí se v létě téhož roku stal proboštem Chimarrhäus.

## Nespokojenost se jmenováním
V Praze i jinde vzbudilo Jakobovo jmenování nespokojenost, jelikož císař opět jmenoval cizozemce místo kandidáta českého původu. Z tohoto důvodu se jmenováním nového probošta nebyl spokojen ani arcibiskup Berka z Dubé. Císař si však své právo udržel a stížnosti byly marné. Arcibiskup si po svém jmenování chtěl sám ponechat litoměřické proboštství, což mu nebylo umožněno, a navíc neprošli ani jím navrhovaní kandidáti (například kapitulní děkan Adam Droger, který působil v Litoměřicích 24 let). Byl to opět důkaz, že arcibiskupova pravomoc volit probošta v Litoměřicích neplatila a musela ustoupit světským orgánům; proto vzrůstalo u církevních činitelů zklamání z této bezmoci. Jak vyplývá z dopisu arcibiskupa, Chimarrhäus obdržel právo pontifikálií (mitra, berla, pektorál), o něž požádal kardinál Dietrichstein, a byl první, kdo při slavnostních bohoslužbách používal pontifikálie.
V Litoměřicích působil nový probošt až do své smrti (24. srpna 1617). Po nastoupení do Litoměřic sloužil probošt ještě nějakou dobu v Praze jako císařský dvorní kaplan a nejvyšší almužník. Dochované pamětní knihy města dokládají, že se Chimarrhäus v Litoměřicích déle zdržoval. Když roku 1607 ohrožovala Prahu nemoc podobná moru, uchýlil se císař Rudolf II. na delší dobu do Litoměřic. Po smrti Drogera, po němž zůstalo téměř 1000 tolarů dluhů, pražský arcibiskup dosadil za účasti mnoha významných církevních dignitám do Litoměřic nového kapitulního děkana Dionysia Hoblíka.
Vztahy nového probošta k městu byly poměrně dobré. Probošt se ke svým poddaným choval mírně a ohleduplně. Proto se na něj brzy se žádostí o pomoc obraceli i poddaní z jiných panství a statků, dokonce i nespokojení Hoblíkovi poddaní, kteří žádali, aby se mohli stát poddanými probošta.

## Závěr působení a závěť
V roce, kdy se stal litoměřickým proboštem, bylo Jákobovi již kolem 60 let a býval nemocný. Proto později požádal arcibiskupa, aby se mohl vrátit do Kolína nad Rýnem, kde býval kanovníkem v kapitule sv. Gereon. Vzápětí však vážně onemocněl a zemřel 24. srpna 1614, den po obdržení arcibiskupova dopisu. Měl poměrně značné jmění, patrně kvůli nemoci však nestihl napsat poslední vůli. Byl pohřben u sv. Štěpána v Praze. Po jeho smrti vyjádřil arcibiskup Jan III. Lohelius v dopise děkanovi naději, že doufá, že jeho pozůstalost připadne chrámu sv. Štěpána, kterému začalo hrozit nebezpečí zřícení; k tomu však nedošlo. Arcibiskup žádal i císaře o svolení k použití pozůstalosti pro tento účel a upozorňoval ho, že je patronem chrámu. Dále důrazně žádal, aby byl ihned sepsán podrobný inventář pozůstalosti, a vyžadoval, aby mu byl co nejdříve zaslán. Podle platných předpisů byli do Litoměřic pro kontrolu inventarizace posláni dva královští komisaři z české komory. Kapitula se 14. září 1614 obrátila na císaře, aby byly z pozůstalosti vyplaceny dluhy a zbytek byl věnován chrámu. Vyhotovený inventář stvrdili svými podpisy komisaři – z pražského purkrabského úřadu Václav Heraklius, litoměřický císařský rychtář Matyáš Šiška z Cejnova, kapitulní děkan J. Meuerl a kanovník L. Hoffmann. Nalezené zlaté a stříbrné předměty byly vzaty do Prahy, kde byly v mincovním úřadě oceněny.